# A Flame to the Ground Beneath
A Flame to the Ground Beneath är ett album av det svenska power metal-bandet Lost Horizon, utgivet 2003.

## Låtlista
1. "Transdimensional Revelation" - 2:14
2. "Pure" - 6:25
3. "Lost in the Depths of Me" - 8:45
4. "Again Will the Fire Burn" - 4:08
5. "The Song of Earth" - 1:20
6. "Cry of a Restless Soul" - 8:22
7. "Think Not Forever" - 5:58
8. "Highlander (The One)" - 11:56
9. "Deliverance" - 3:27